# Atala (Novelle)

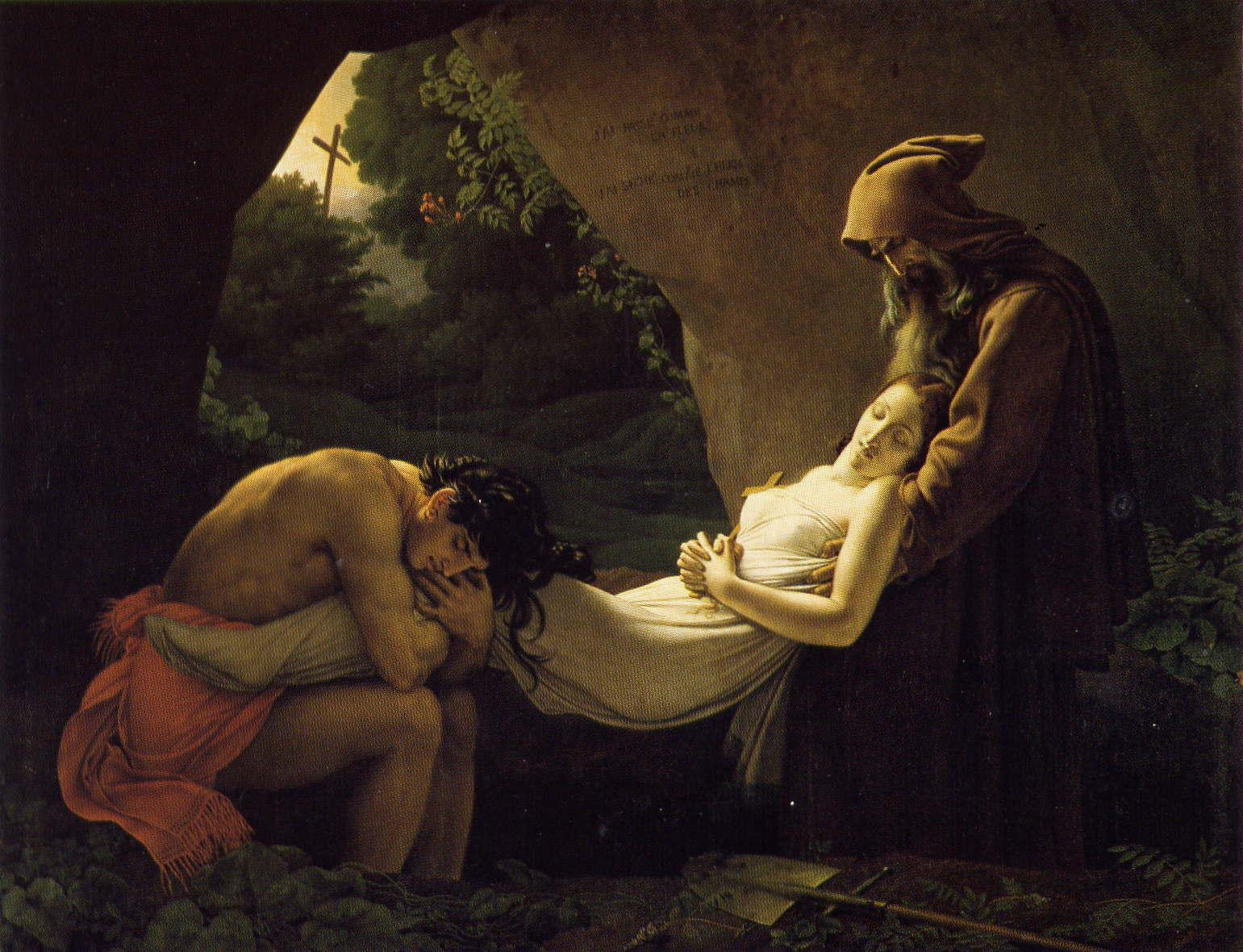
Das Begräbnis der Atala, Anne-Louis Girodet-Trioson, 1808

Atala ist ein romantischer Roman von François-René de Chateaubriand (1768–1848) aus dem Jahre 1801. Bei Atala handelt es sich um die Geschichte einer jungen getauften „Halbindianerin“. Sie gerät in einen Konflikt zwischen ihrer Liebe und der Keuschheit, die sie ihrer frommen Mutter gelobt hat, und tötet sich.
Atala bildet zusammen mit René eine Einheit: In ersterem berichtet der Indianer Chactas dem Franzosen René von seiner unglücklichen Liebe zu Atala, der letztere enthält Renés Autobiographie. 
Atala ist eines der historisch wichtigsten Werke der französischen Romantik und umfasst wesentliche Aspekte dieser literarischen Strömung: Exotismus, Leidenschaftlichkeit und Pathos, Katholizismus. Äußerst wichtig ist dieses Werk im Zusammenhang mit der Auseinandersetzung um den „edlen Wilden“, der hier christlich-katholisch umgedeutet wird. Reiche Natursymbolik, eine scheinbar „indianische“ Bildsprache und ein melodisch-harmonischer Ton unterstützen den Eindruck unverdorbener Natur.

## Druckausgaben
- Auf Deutsch: F. de Chateaubriand's Atala. René. Die Abenteuer des letzten Abencerragen. Reihe: Ausgewählte Werke. RUB #976, 977. Frei übers. v. Friedrich Rückert. Reclam, Leipzig o. J. [1878];[1] häufige Neuaufl. in versch. Verlagen mit unterschiedl. Übersetzern; zuletzt: François-René de Chateaubriand, Atala. Roman. Übers. v. Cornelia Hasting. Dörlemann, Zürich 2018, ISBN 978-3-03820-053-6.

## Notizen
1. ↑  Datierung nach SWB. Mit S. 1f: Kurzer Lebensabriß Ch.'s, o. Verf.